# Saint-Hilaire, Lot
Saint-Hilaire är en kommun i departementet Lot i regionen Occitanien i södra Frankrike. Kommunen ligger i kantonen Latronquière som tillhör arrondissementet Figeac. År 2022 hade Saint-Hilaire 62 invånare.

## Befolkningsutveckling
Antalet invånare i kommunen Saint-Hilaire
| Referens: INSEE |